# Noi gangster
Noi gangster (Le Grand Chef) è un film del 1959 diretto da Henri Verneuil.

## Trama
Antoine e Paolo sono due amici che si guadagnano da vivere lavorando in un autolavaggio. 
Il loro sogno è di acquistare una pompa di benzina. 
Paolo, suggerisce così ad Antoine, di rapire il figlio di un ricco industriale.
Sperando nei soldi del riscatto, i due immaginano di ottenere il denaro sufficiente per realizzare il loro desiderio.
Purtroppo per loro, il bimbo si dimostra essere molto più pestifero del previsto. Antoine e Paolo, cadono così vittima degli scherzi del piccolo.
Alla fine, stremati ed esasperati, i due decidono di riportare il bambino ai propri genitori.

## Accoglienza
Il film non ha avuto un enorme successo quando è uscito nelle sale francesi.
Originariamente uscita in bianco e nero, la pellicola è stata colorizzata nel 1992, con l'autorizzazione del regista Henri Verneuil.

## Versioni
Del film esistono due versioni tra quella italiana e francese: nella versione francese la scene dove Antoine (Fernandel) va cercare Eric Jumelin (Papouf), che era nascosto in sala operatoria, è stata tagliata, ma è presente in quella italiana.
Un'altra scena presente nella versione francese, che risulta più lunga di quella italiana, è dove Eric e i suoi amici sono intorno al fuoco, poco dopo arriva la madre di uno degli amici di Eric che portava via, oltre a suo figlio, anche gli altri bambini, discuteva con Antoine a causa dell'ora tarda e successivamente lui ed Eric rimasero da soli, Antoine, stanco, si accorge che il fuoco era acceso sul tappeto e si mise a spegnerlo frettolosamente. Questa scena nella versione italiana è stata accorciata.
Anche il finale è diverso: nella versione francese il film termina la domenica mattina dove Antoine, appena sveglio, gli racconta a Paolo (Gino Cervi) che Eric sarebbe venuto tutte le domeniche, intanto il bimbo sfondava la porta per entrare a divertirsi con loro, nella versione italiana invece, il film termina con Antoine che si mette a letto a dormire e guarda il calendario e si accorge che è sabato ed esclamando piangendo (con la voce di Carlo Romano) "Oddio domani è domenica. Io il gangster non lo volevo fare!".

## Adattamento
Il film è un adattamento del celebre racconto umoristico di O. Henry Il riscatto di Capo Rosso (The Ransom of Red Chief). In precedenza già altri film vi si erano ispirati, inclusi Un bambino che non molla mai (会社員生活, Tokkan kozō) di Yasujirō Ozu del 1929 e La giostra umana episodio Il ratto di Capo Rosso di Henry King del 1952.